# ボクシング世界フライ級王者一覧
ボクシング世界フライ級王者一覧は、以下の団体の世界フライ級王座を獲得した人物を年代順にまとめた一覧表。なお、NYSACはニューヨーク州アスレチックコミッションの略称。
- 世界ボクシング協会（WBA）、1921年に全米ボクシング協会（NBA）として創設。

| 名前                        | 国籍           | 在位期間                             | 認定団体 |
| --------------------------- | -------------- | ------------------------------------ | -------- |
| シド・スミス                | イギリス       | 1913年4月11日 - 1913年6月2日         | 世界     |
| ビリー・ラドバリー          | イギリス       | 1913年6月2日 - 1914年1月26日         | 世界     |
| パーシー・ジョーンズ        | イギリス       | 1914年1月26日 - 1914年5月15日        | 世界     |
| ジョー・シモンズ            | イギリス       | 1914年5月15日 - 1916年2月14日        | 世界     |
| ジミー・ワイルド            | イギリス       | 1916年12月18日 - 1923年6月18日       | 世界     |
| パンチョ・ビラ              | フィリピン     | 1923年6月18日 - 1925年7月14日(返上)  | 世界     |
| フィデル・ラバルバ          | アメリカ合衆国 | 1925年8月22日 - 1927年8月23日(返上)  | 世界     |
| ピンキー・シルバーバーグ    | アメリカ合衆国 | 1927年10月22日 - 1927年12月4日(剥奪) | 世界     |
| アルバート・ベレンジャー    | カナダ         | 1927年12月19日 - 1928年2月6日        | 世界     |
| イジー・シュワルツ          | アメリカ合衆国 | 1927年12月16日 - 1929年8月22日       | 世界     |
| フランキー・ジェナロ        | アメリカ合衆国 | 1928年2月6日 - 1929年3月2日          | 世界     |
| エミール・プラドネル        | フランス共和国 | 1929年3月2日 - 1929年4月18日         | 世界     |
| フランキー・ジェナロ(2期目) | アメリカ合衆国 | 1929年4月18日 - 1931年10月27日       | NBA      |
| ビクトル・ヤング・ペレス    | 仏領チュニジア | 1931年10月27日 - 1932年10月31日      | NBA      |
| ジャッキー・ブラウン        | イギリス       | 1932年10月31日 - 1935年9月9日        | NBA      |
| ベニー・リンチ              | イギリス       | 1935年9月9日 - 1938年6月29日(剥奪)   | 世界     |
| ピーター・ケーン            | イギリス       | 1938年9月22日 - 1943年6月19日        | 世界     |
| ジャッキー・パターソン      | イギリス       | 1943年6月19日 - 1948年3月23日        | NBA      |
| リンティ・モナハン          | イギリス       | 1948年3月23日 - 1950年3月30日        | 世界     |
| テリー・アレン              | イギリス       | 1950年4月5日 - 1950年8月1日          | 世界     |
| ダド・マリノ                | アメリカ合衆国 | 1950年8月1日 - 1952年5月19日         | 世界     |
| 白井義男                    | 日本           | 1952年5月19日 - 1954年11月26日       | 世界     |
| パスカル・ペレス            | アルゼンチン   | 1954年11月26日 - 1960年4月16日       | 世界     |
| ポーン・キングピッチ        | タイ           | 1960年4月16日 - 1962年10月10日       | 世界     |
| 海老原博幸                  | 日本           | 1963年7月18日 - 1964年9月23日        | 世界     |
| ポーン・キングピッチ        | タイ           | 1964年9月23日 - 1965年4月23日(返上)  | 世界     |
| サルバトーレ・ブルーニ      | イタリア       | 1965年4月23日 - 1966年6月14日        | LINEAL   |
| チャチャイ・チオノイ        | イタリア       | 1966年12月30日 - 1969年2月23日       | LINEAL   |